# アウベック
株式会社アウベック（英: AUBECK）は、1980年代から1990年代にかけて活動した日本のアニメ制作会社。

## 概要
虫プロダクション養成所出身の谷田部雄次が1983年にアニメーション501を設立。その後、谷田部がスタジオボギーと関わりを持つようになり、ボギーと共同出資という形で1986年に設立された。残されたアニメーション501はアウベック設立後に内部スタジオとして存続された。
設立から半年後に高橋明彦ら東京アニメーションフィルム（現：アニメフィルム）出身のカメラマンを中心に撮影スタジオのスタジオキャバーンを発足し、ボギー及びキャバーンとの連携による制作体制を可能のものとするようになった。
設立から数年間はパシフィック・アニメーション・コーポレーション（P.A.C）ほか数社と提携してアメリカとの合作によるテレビシリーズの制作を請け負っていたが、1989年の『ダッシュ!四駆郎』制作後は国内作品を手掛ける方針へと切り替えた。
1997年の『エルマーの冒険』を最後に活動停止。同年には制作プロデューサーを務めた松浦賢子がパブリック&ベーシック（PiBi）を設立。ボギーを傘下に加え、企画をPiBi、制作拠点をボギーとして制作活動を続けていたが、両社は2001年に倒産した。

## 制作作品

### テレビアニメ
| 開始年 | 放送期間              | タイトル                       | 監督               | 備考                                              |
| ------ | --------------------- | ------------------------------ | ------------------ | ------------------------------------------------- |
| 1986年 | 5月1日                | 虹のかなたへ! 少女ダイアナ物語 | 窪秀己             |                                                   |
| 1989年 | 10月 - 1990年3月・7月 | ダッシュ!四駆郎                | 難波日登志         |                                                   |
| 1990年 | 1月 - 12月            | つる姫じゃ〜っ!                | 小華和ためお       |                                                   |
| 1991年 | 4月 - 12月            | ハローESCARGOT島               | 太田博光           | 途中からテレイメージ（監督:神田武幸）に制作移行。 |
| 1991年 | 4月 - 1992年3月       | アニメ ひみつの花園            | 小華和ためお（総） | 表記上はアニメーション協力。共同制作:学研         |
| 1994年 | 8月 - 1995年3月       | ハックルベリー・フィン物語     | 鹿島典夫           | 1993年に映像ソフトで先行して展開。                |

### 劇場アニメ
| 公開年 | タイトル                             | 監督           | 備考                                                              |
| ------ | ------------------------------------ | -------------- | ----------------------------------------------------------------- |
| 1986年 | RUNNING BOY スター・ソルジャーの秘密 | 小華和ためお   | 表記上はアニメーション制作協力。共同制作:クリムランド、ビーボォー |
| 1991年 | ハローキティの魔法の森のお姫さま     | 波多正美（総） | 表記上は制作協力。共同制作:グルーパープロダクション               |
| 1992年 | アルスラーン戦記II                   | 浜津守         |                                                                   |
| 1995年 | カッタ君物語                         | 吉田憲二（総） | 共同制作:ナベスタジオ                                             |
| 1997年 | エルマーの冒険                       | 波多正美       |                                                                   |

### OVA
| 発売年 | タイトル                          | 監督             | 備考                                                                |
| ------ | --------------------------------- | ---------------- | ------------------------------------------------------------------- |
| 1986年 | 超時空ロマネスク SAMY MISSING・99 | 窪秀己           | 表記上は制作協力。共同制作:プロジェクトチーム永久機関、アニメアール |
| 1988年 | ビデオえほん館 日本おとぎばなし   | 小華和ためお     | -1990年                                                             |
| 1988年 | ビデオえほん館 世界名作童話       | 石川康夫 →大町繁 | -1990年                                                             |
| 1989年 | ビデオ大図鑑シリーズ              | 則座誠           | 途中から新戦組（監督:大町繁）に制作移行。                           |
| 1989年 | ギャラガ HYPER-PSYCHIC-GEO GARAGA | 窪秀己           |                                                                     |
| 1990年 | ぬ〜ぼ〜 消えたメダル             | 太田博光         |                                                                     |
| 1990年 | ミルキィパッション 道玄坂・愛の城 | 今西隆志         | アニメーション501として表記。                                       |
| 1991年 | カプリコン                        | 今西隆志         |                                                                     |
| 1993年 | 七つ子ねずみシリーズ              | 鹿島典夫         |                                                                     |
| 1994年 | 美しき性の伝道師 麗々             | 山本美彦         |                                                                     |
| 1995年 | 学校の幽霊                        | 鹿島典夫         |                                                                     |
| 1996年 | 南極28号                          | 碧山コウ         | R-15指定作品。                                                      |

### 制作協力
| 年     | タイトル                                   | 制作元請 | 備考                                       |
| ------ | ------------------------------------------ | --- | ------------------------------------------ |
| 1985年 | ThunderCats                                | ランキン・バス・アニメイテッド・エンターテイメント パシフィック・アニメーション・コーポレーション（発注元） | -1989年、谷田部雄次として表記。            |
| 1985年 | ドリームハンター麗夢                       | プロジェクトチーム永久機関 アニメアール                                                                     |                                            |
| 1986年 | ウインダリア                               | カナメプロダクション                                                                                        |                                            |
| 1986年 | MASK（シーズン2）                          | DICエンタープライズ ディック（発注元）                                                                      | 谷田部雄次として表記。                     |
| 1986年 | SilverHawks                                | ランキン・バス・アニメイテッド・エンターテイメント パシフィック・アニメーション・コーポレーション（発注元） | 谷田部雄次として表記。                     |
| 1986年 | 11人いる!                                  | キティ・フィルム                                                                                            |                                            |
| 1986年 | 時空の旅人                                 | プロジェクトチーム・アルゴス マッドハウス                                                                   |                                            |
| 1987年 | ロボットカーニバル                         | A.P.P.P. |                                            |
| 1987年 | The Comic Strip                            | ランキン・バス・アニメイテッド・エンターテイメント パシフィック・アニメーション・コーポレーション（発注元） | 谷田部雄次として表記。                     |
| 1987年 | アニメ ゴーストバスターズ（シーズン3）     | DICアニメーション・シティ ディック（発注元）                                                                | [ 4 ]                                      |
| 1987年 | Dinosaucers                                | DICアニメーション・シティ ディック（発注元）                                                                | [ 4 ]                                      |
| 1987年 | Visionaries: Knights of the Magical Light  | サンボウ・プロダクション 東京ムービー新社（発注元）                                                         | [ 4 ]                                      |
| 1988年 | COPS                                       | DICアニメーション・シティ C&D（発注元）                                                                     |                                            |
| 1989年 | 孔雀王                                     | スタジオ88                                                                                                  |                                            |
| 1991年 | 井原西鶴 好色一代男                        | グルーパープロダクション                                                                                    |                                            |
| 1991年 | 創竜伝                                     | キティ・フィルム                                                                                            | -1992年                                    |
| 1991年 | 老人Z                                      | A.P.P.P. |                                            |
| 1992年 | あしたへフリーキック                       | 葦プロダクション                                                                                            | 各話制作協力                               |
| 1993年 | ろくでなしBLUES 1993                       | 東映動画 |                                            |
| 1994年 | モンタナ・ジョーンズ                       | スタジオジュニオ                                                                                            | 各話制作協力（表記上はアニメーション制作） |
| 1994年 | SLAM DUNK（決意の湘北バスケ部）            | 東映動画 |                                            |
| 1995年 | ボンバーマン 勇気をありがとう 私が耳になる | スタジオボギー                                                                                              |                                            |

## 関連人物
- 小華和ためお
- 池端隆史
- 牛草健
- うえだしげる
- ムトウユージ

## 参考資料
- 『アニメージュ』1989年11月号、徳間書店、 79頁。